# Protolestes rufescens
Protolestes rufescens är en trollsländeart som beskrevs av Aguesse 1967. Protolestes rufescens ingår i släktet Protolestes och familjen Megapodagrionidae. Inga underarter finns listade i Catalogue of Life.